# Abiétadiène synthase
L’abiétadiène synthase est une lyase qui catalyse la réaction :
(+)-copalyl-pyrophosphate  {\displaystyle \rightleftharpoons }  abiéta-7,13-diène + pyrophosphate.
Cette enzyme intervient dans la biosynthèse des diterpénoïdes.